# 岩田林平
岩田 林平（いわた りんぺい、1974年3月22日 - ）は、日本の実業家。クックパッド株式会社代表執行役。

## 略歴
- 1996年3月 慶應義塾大学経済学部卒業
- 1996年4月 三和銀行（現・三菱UFJ銀行）[2]入行
- 1999年 日本輸出入銀行（現・国際協力銀行）出向
- 2005年6月 ノースウェスタン大学経営大学院修了(MBA)
- 2005年9月 マッキンゼー・アンド・カンパニー入社
- 2012年7月 マッキンゼー・アンド・カンパニー パートナー
- 2016年2月 クックパッド株式会社執行役
- 2016年3月 クックパッド株式会社代表執行役